# Philadelphus sharpianus
Philadelphus sharpianus är en hortensiaväxtart som beskrevs av Shiu Ying Hu. Philadelphus sharpianus ingår i släktet schersminer, och familjen hortensiaväxter. Utöver nominatformen finns också underarten P. s. sharpianus.